# Callisia gracilis
Callisia gracilis är en himmelsblomsväxtart som först beskrevs av Carl Sigismund Kunth, och fick sitt nu gällande namn av David Richard Hunt. Callisia gracilis ingår i släktet sköldpaddstuvor, och familjen himmelsblomsväxter. Inga underarter finns listade.